# Подгорное (Московская область)
Подгорное — деревня в Дмитровском районе Московской области, в составе Сельского поселения Габовское. Население — 4 чел. (2010). До 2006 года Подгорное входило в состав Каменского сельского округа.

## Расположение
Деревня расположена в южной части района, примерно в 18 км почти к югу от Дмитрова, на правом берегу реки Волгуша (правый приток Яхромы), высота центра над уровнем моря 177 м. Ближайшие населённые пункты — Гульнево на западе, Походкино на севере и Старо на востоке.

## Население
| 2002 | 2006 | 2010 |
| ---- | ---- | ---- |
| 5    | ↗10  | ↘4   |